# Palitana

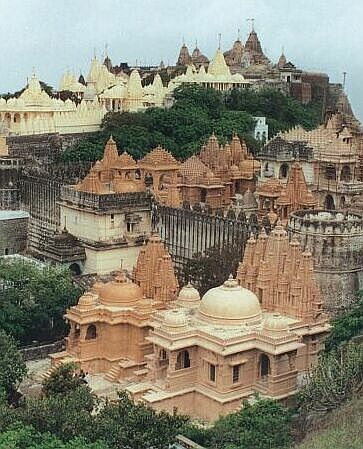
Jain-Tempel auf den Gipfeln der Shatrunjaya Hills

Palitana (Gujarati પાલીતાણા) ist eine etwa 65.000 Einwohner (Zensus 2011) zählende Stadt im indischen Bundesstaat Gujarat, die besonders wegen des Jain-Tempelkomplexes auf den nahegelegenen Shatrunjaya Hills bekannt ist.

## Lage
Palitana liegt in einer etwa 70 m ü. d. M. befindlichen Ebene, die im Süden von einem etwa 600 m hohen Bergzug, den Shatrunjaya Hills, überragt wird. Die Entfernung zur nordöstlich gelegenen Hauptstadt Ahmedabad beträgt knapp 220 km (Fahrtstrecke).

## Bevölkerung
Die Bevölkerung der Stadt besteht zu etwa 65 % aus Hindus, 20 % Moslems, 10 % Jains, 3 % Sikhs; etwa 2 % entfallen auf andere Religionen (Buddhisten und Christen). Man spricht Gujarati und Hindi. Wie bei Volkszählungen in Indien üblich, liegt der männliche Bevölkerungsanteil etwa 10 % über dem weiblichen.

## Wirtschaft
Die Stadt fungiert als regionales Handels-, Handwerks- und Dienstleistungszentrum für die landwirtschaftlich geprägten Dörfer der Umgebung. Eine beständige Einnahmequelle ist der Pilgertourismus, der zur Ansiedlung zahlreicher Herbergen und Hotels sowie von Teestuben, Restaurants und Souvenirgeschäften geführt hat.

## Geschichte
Wie weit die Geschichte der Stadt zurückreicht, ist noch nicht erforscht – seit alters her sind die nahegelegenen Shatrunjaya Hills jedoch ein heiliger Platz (tirtha) der Jains, da Rishabha (oder Adinath), der mythische Gründer ihrer Religion, hier meditiert haben soll.
Im Mittelalter war Palitana die Hauptstadt des im Jahr 1194 gegründeten gleichnamigen Fürstenstaates, der sich jedoch wiederkehrenden Übergriffen islamischer Heere ausgesetzt sah und schließlich im Mogulreich aufging. Im Jahr 1656 legte der Mogul-Gouverneur Murad Bakhsh, ein Sohn Schah Jahans, die Verwaltung der Stadt in die Hände des wohlhabenden Jain-Händlers Shantidas Jhaveri. Etwa zur Zeit der Machtübernahme durch die Briten übernahm der Anandji Kalyanji Trust, der noch heute existiert, die Verwaltung der Tempel.
Die Stadt wurde 2014 zur vegetarischen Stadt erklärt, da Jains dafür in einen Hungerstreik getreten waren.

## Sehenswürdigkeiten
- Die Stadt selbst hat nur wenige Attraktionen, doch bietet sie wegen der – außer in der Monsunzeit – täglich an- und abreisenden Pilgerscharen, die hier auch ihre Mahlzeiten einnehmen und Souvenirs erwerben, den Eindruck einer indischen Pilgerstadt, der in etwa demjenigen von Lourdes und Fátima entspricht.

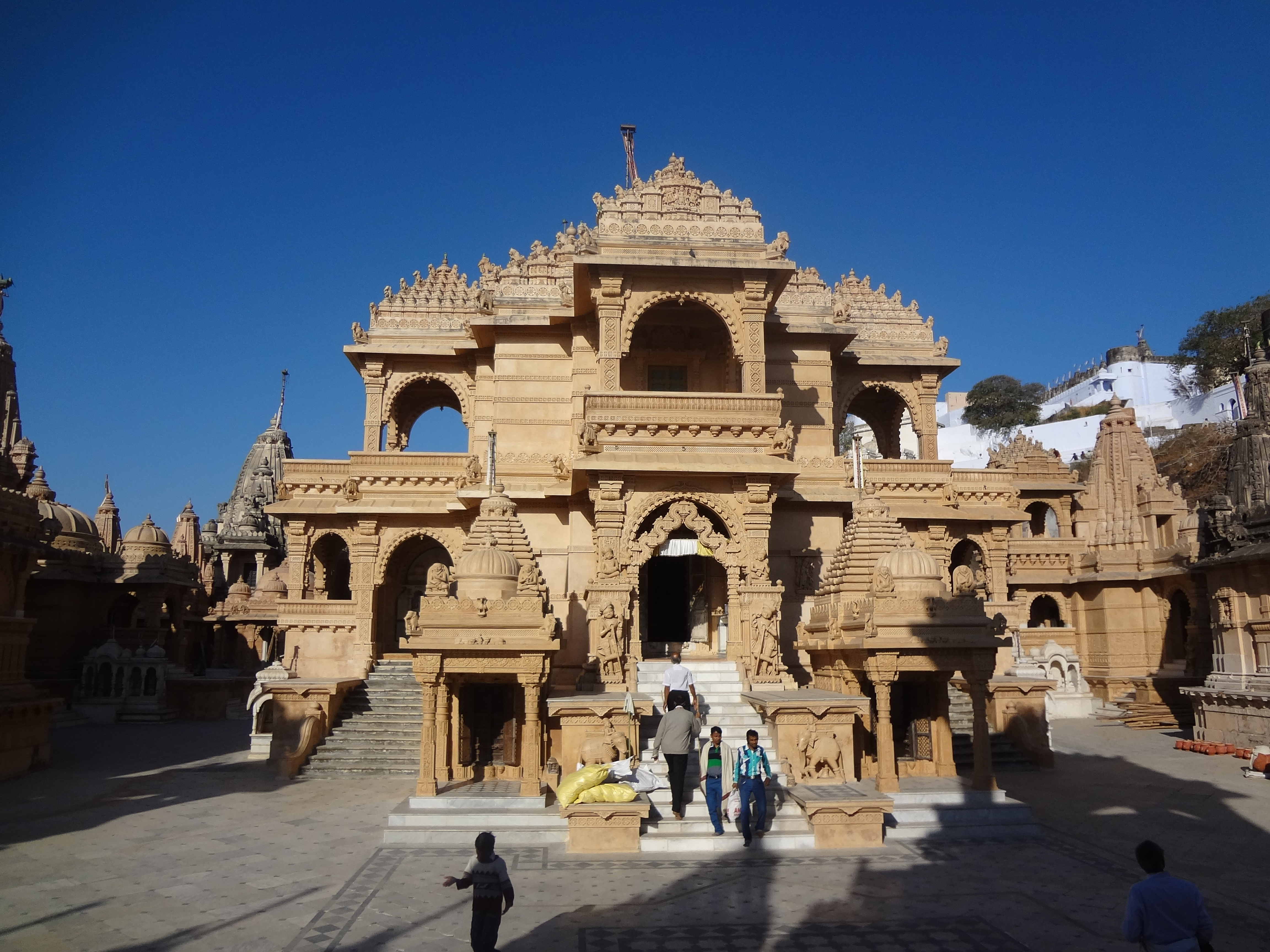
Shri-Adishwara- oder Adinath-Tempel

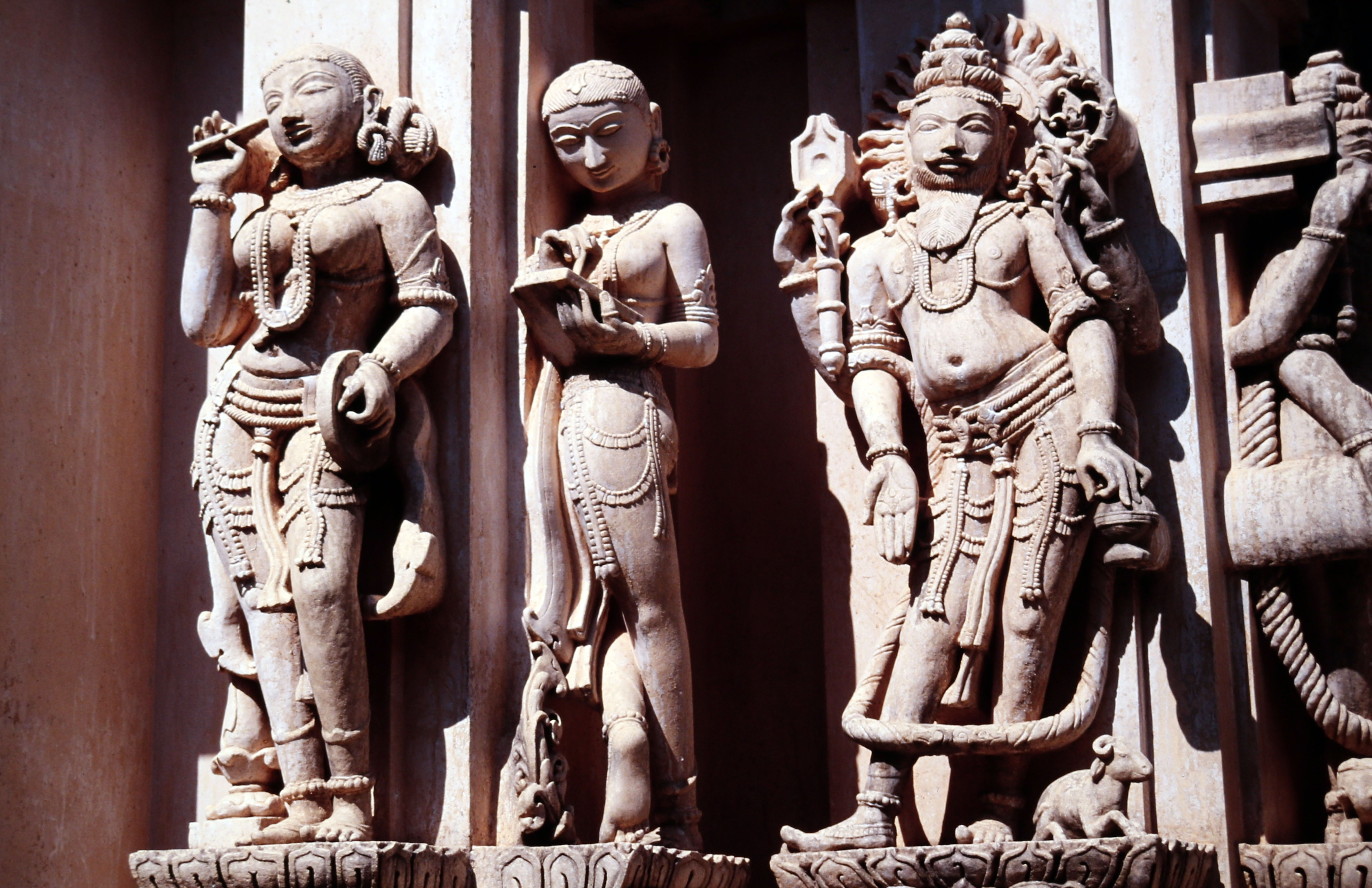
Details an der Fassade eines Tempels

- Von größtem Interesse ist der etwa anderthalbstündige Aufstieg über 3500 Stufen zum etwa 600 m hoch gelegenen und von einer festungsartigen Mauer umgebenen Tempelkomplex, der eine ganze Bergspitze einnimmt und aus etwa 850 Einzeltempeln besteht. Die meisten der damals bereits existierenden Tempel wurden von den islamischen Eroberern zerstört, jedoch im Nachhinein wieder aufgebaut; auch neue Tempel kamen hinzu. Alle Bauten werden gepflegt und bei Bedarf vom Trust instand gesetzt. Da immer noch neue Tempel gestiftet und errichtet werden, bietet sich in architektonischer und künstlerischer Hinsicht ein einzigartiges Spektrum der Jainistischen Kunst und Architektur der letzten 500 Jahre. Die meisten Bauten orientieren sich an der mehr oder weniger geschlossenen Bauweise der Hindus; sie gliedern sich in eine Vorhalle (mandapa) und den eigentlichen Kernbau mit der Cella (garbhagriha) und einem Shikhara-Turm darüber. Der Haupttempel (Adinath-Tempel) ist jedoch – neben seinem Namensvetter in Ranakpur (Rajasthan) – ein Musterbeispiel für die luftige Bauweise der Jainas, die alles Lebendige (auch Vögel und Insekten) respektiert und keine Wege versperrt.

## Persönlichkeiten
- Chetna Vora (1958–1987), Filmstudentin